# Ermanno Gorrieri
Ermanno Gorrieri (Magreta, 26 novembre 1920 – Modena, 29 dicembre 2004) è stato un partigiano, sindacalista e politico italiano.

## Biografia

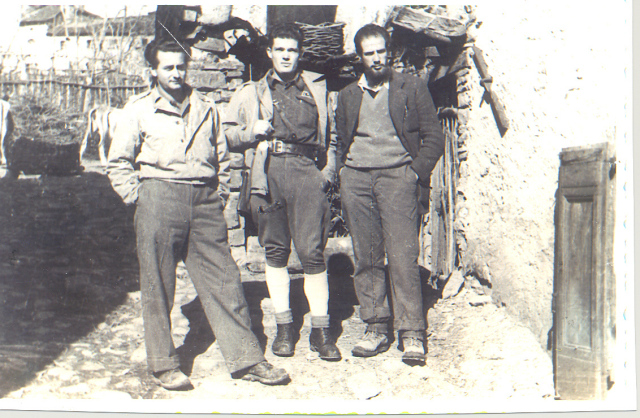
I comandanti della Brigata Italia: (da sinistra) Ermanno Gorrieri (Claudio), Luigi Paganelli (Lino) e Giovanni Manfredi

Nato a Magreta, si trasferì a Modena nel 1928, dove si laureò in giurisprudenza, diventando ufficiale degli alpini. Durante la seconda guerra mondiale partecipò alla resistenza con il nome di battaglia "Claudio", fu comandante della Brigata Italia e attivo nella creazione della Repubblica partigiana di Montefiorino.
Dopo la guerra fu uno dei fondatori della CISL e venne eletto deputato per una legislatura nella Democrazia Cristiana nel 1958, restando in carica fino 1963. Il suo vero interesse fu però lo studio dei problemi sociali, in particolar modo la povertà.
In politica fu considerato un esponente indipendente della società civile: il suo ultimo e più prestigioso incarico fu quello di Ministro del lavoro e della previdenza sociale nel Governo Fanfani del 1987, durato in carica - peraltro - solo pochi mesi.
Di formazione cristiana progressista, nel 1993 lasciò la DC e aderì all'iniziativa di costituire, insieme a Pierre Carniti, il movimento dei Cristiano Sociali, confluiti cinque anni dopo nei Democratici di Sinistra, che contribuirono a fondare.
Morì all'età di 84 anni, nel dicembre 2004. È sepolto nel cimitero di Magreta.

## Opere
Gli scritti principali di Ermanno Gorrieri consistono in alcune decine di titoli di argomento socioeconomico, nella prospettiva del principio di uguaglianza e della lotta alla povertà. Ad essi si aggiunge il grande sforzo di raccolta documentale sulla Repubblica di Montefiorino e la nuova sintesi di esso, pubblicata postuma. Tra i titoli più noti:
- La repubblica di Montefiorino. Per una storia della Resistenza in Emilia, Bologna, Il mulino, 1966; II edizione accresciuta: 1970.
- La giungla retributiva, Bologna, Il mulino, 1972.
- La giungla dei bilanci familiari, Bologna, Il Mulino, 1979.
- Parti uguali fra disuguali. Povertà, disuguaglianza e politiche redistributive nell'Italia di oggi, Bologna, Il mulino, 2002, ISBN 88-15-09002-9.
- Ritorno a Montefiorino. Dalla Resistenza sull'Appennino alla violenza del dopoguerra, Bologna, Il mulino, 2005, ISBN 88-15-10557-3. Con la nipote Giulia Bondi. Ristampa 2021: ISBN 978-88-15-29298-8.